# Dendropsophus delarivai
Espèce
Synonymes
- Hyla delarivai Köhler & Lötters, 2001

Statut de conservation UICN

 LC  : Préoccupation mineure
Dendropsophus delarivai est une espèce d'amphibiens de la famille des Hylidae.

## Répartition
Cette espèce est endémique de Bolivie. Elle se rencontre entre 500 et 1 500 m d'altitude dans les Yungas du département de Cochabamba.

## Étymologie
Cette espèce est nommée en l'honneur de Ignacio J. De la Riva.

## Publication originale
- Köhler & Lötters, 2001 : Description of a small treefrog, genus Hyla (Anura: Hylidae), from humid Andean slopes of Bolivia. Salamandra, vol. 37, p. 175-184.